# Parc naturel des Deux Ourthes
 (août 2021).
Si vous disposez d'ouvrages ou d'articles de référence ou si vous connaissez des sites web de qualité traitant du thème abordé ici, merci de compléter l'article en donnant les références utiles à sa vérifiabilité et en les liant à la section « Notes et références ».
Le parc naturel des Deux Ourthes est un patrimoine naturel protégé situé en Région wallonne dans la province de Luxembourg (Belgique). Entièrement situé dans l’Ardenne belge il porte ce nom du fait qu’il comprend largement les vallées des deux branches de l’Ourthe – orientale et occidentale – qui y ont leur source. Le parc couvre une superficie de 76 000 hectares. Il fut créé le 12 juillet 2001 par une décision du gouvernement wallon.

## Situation
Le Parc Naturel se trouve dans la partie nord-est de la province de Luxembourg et s’étend sur les six communes de Bastogne, Gouvy, Houffalize, Sainte-Ode, La Roche-en-Ardenne et Tenneville.  L’Ourthe orientale nait de deux ruisseaux qui se rejoignent à l’est du village d’Ourthe près de Gouvy, après quoi la rivière traverse Houffalize. L’Ourthe occidentale traverse la commune de Sainte-Ode, passe entre Tenneville et Bertogne. Les deux Ourthes se rejoignent au nord du village d’Engreux pour former l ‘Ourthe’ rivière sinueuse (et affluent de la Meuse) qui traverse la ville de La Roche-en-Ardenne avant de quitter le parc. Cette ville touristique est en quelque sorte la porte d’entrée occidentale du parc naturel des deux Ourthes.
Au nord et à l’ouest, il y a des plateaux à environ 600 mètres d’altitude qui sont couverts de landes et de tourbières minérotrophes. Au nord des municipalités de Tenneville et Gouvy se trouvent de vastes prairies herbeuses où s’élèvent des forêts de feuillus et de conifères.

## Sites caractéristiques
Le rocher du Hérou est une paroi rocheuse spectaculaire longue de 1 500 mètres. Pour la contourner l’Ourthe s’est créée de tels méandres que, d’un certain point de vue panoramique à l’ouest de Nadrin, on peut voir la rivière en cinq endroits différents. Le « belvédère des cinq Ourthes » est devenu un endroit très touristique.
La réserve naturelle de l’Ourthe orientale s’étend sur une superficie d’environ 76,5 hectares.
La forêt de Freyr est le plus grand massif forestier de l’Ardenne belge. Il se prolonge vers l'est par plusieurs zones boisées successives : le bois de Herbaimont, le bois Saint-Jean Chanoine,  le bois de Cedrogne et le bois de Ronce, tous à l’intérieur du parc naturel.
La Fagne de Mochamps (Tenneville), à 550 mètres d’altitude, fait partie du réseau des plateaux tourbeux wallons. Cette tourbe comprend plusieurs sites protégés, dont la réserve naturelle de la Rouge Poncé, la deuxième plus ancienne réserve naturelle de Wallonie (1969).
Le plateau des Tailles est un haut plateau du massif ardennais.  Il est entouré par les villages de Tailles, Bihain, Regné, Fraiture et Odeigne. La « Baraque de Fraiture », un des points culminants de Belgique (651 mètres d'altitude) se trouve juste à l’extérieur du parc. L’eau de Ronce, affluent de la Salm, y prend sa source.
- La réserve naturelle domaniale d’Orti, située au confluent de l’Ourthe occidentale et du Laval, se compose d’une dépression humide de près de 18 hectares près du village de Sainte-Ode. La région est l'habitat, entre autres, des cigognes noires et des castors.

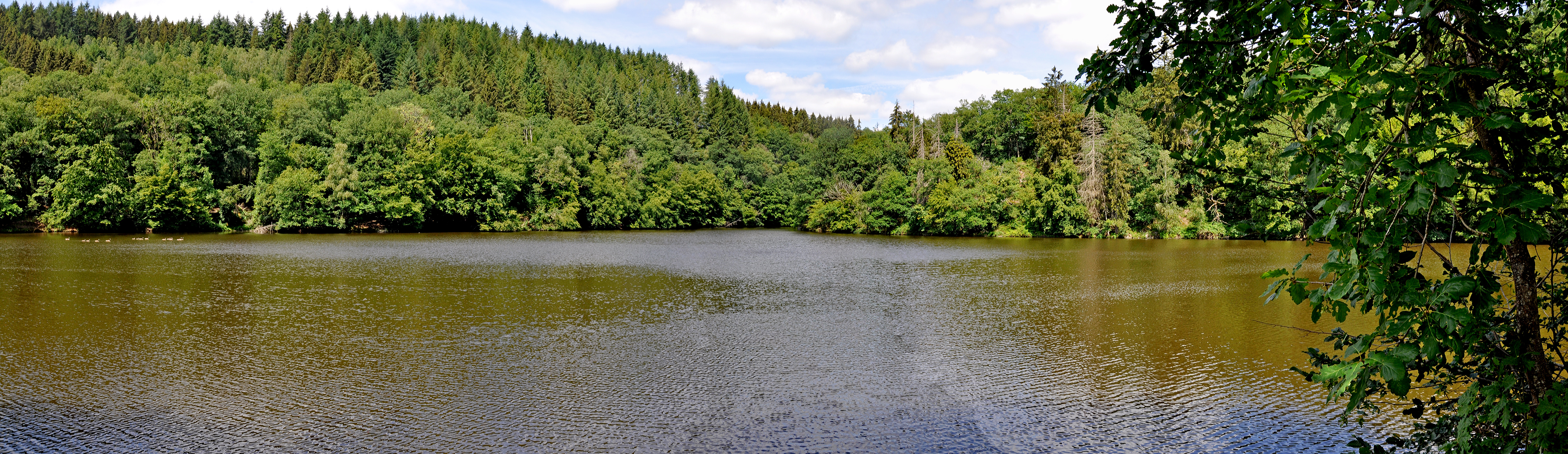
Confluence des deux Ourthes.
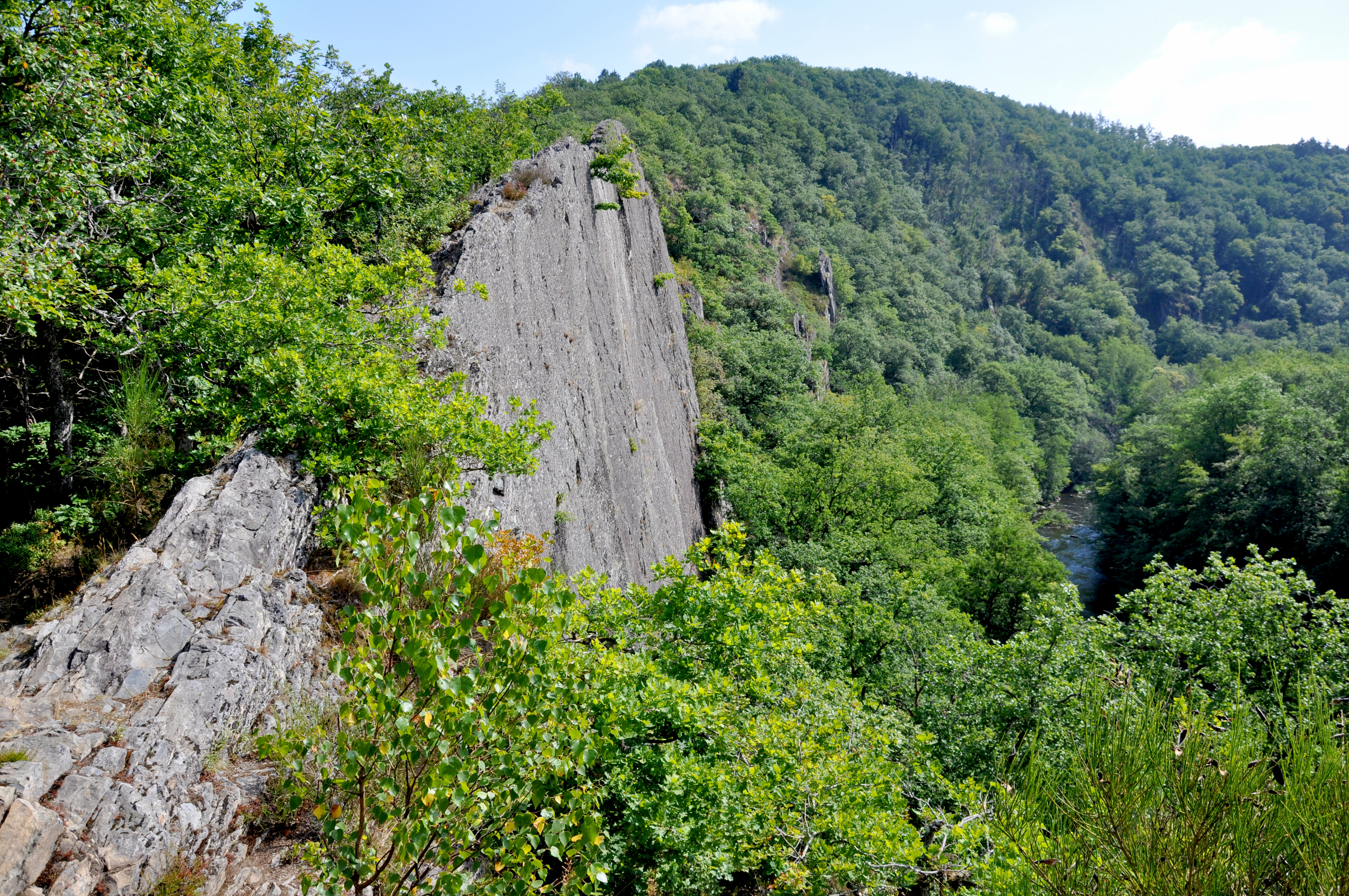
Le Rocher du Hérou.
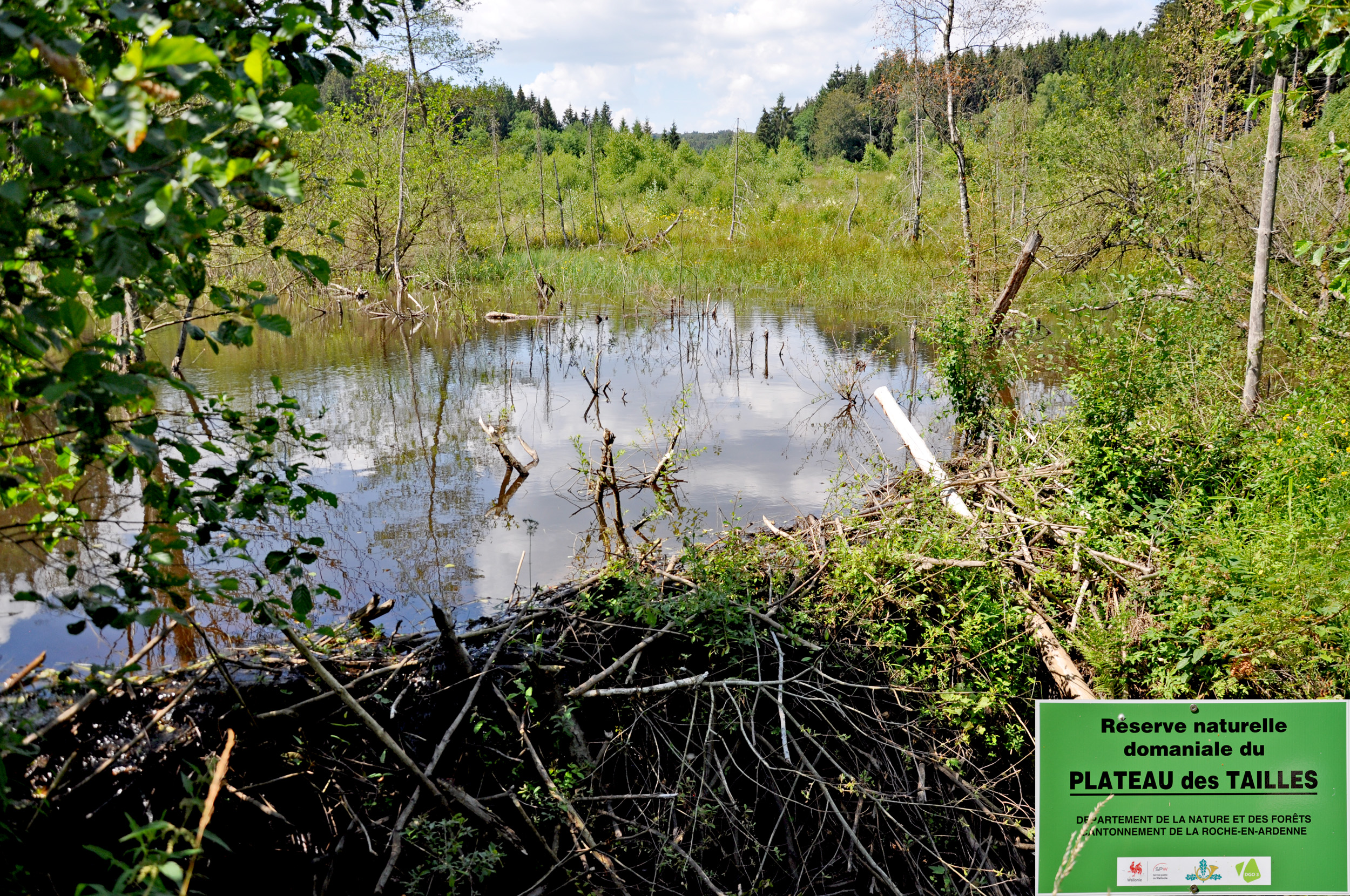
Le Plateau des Tailles.
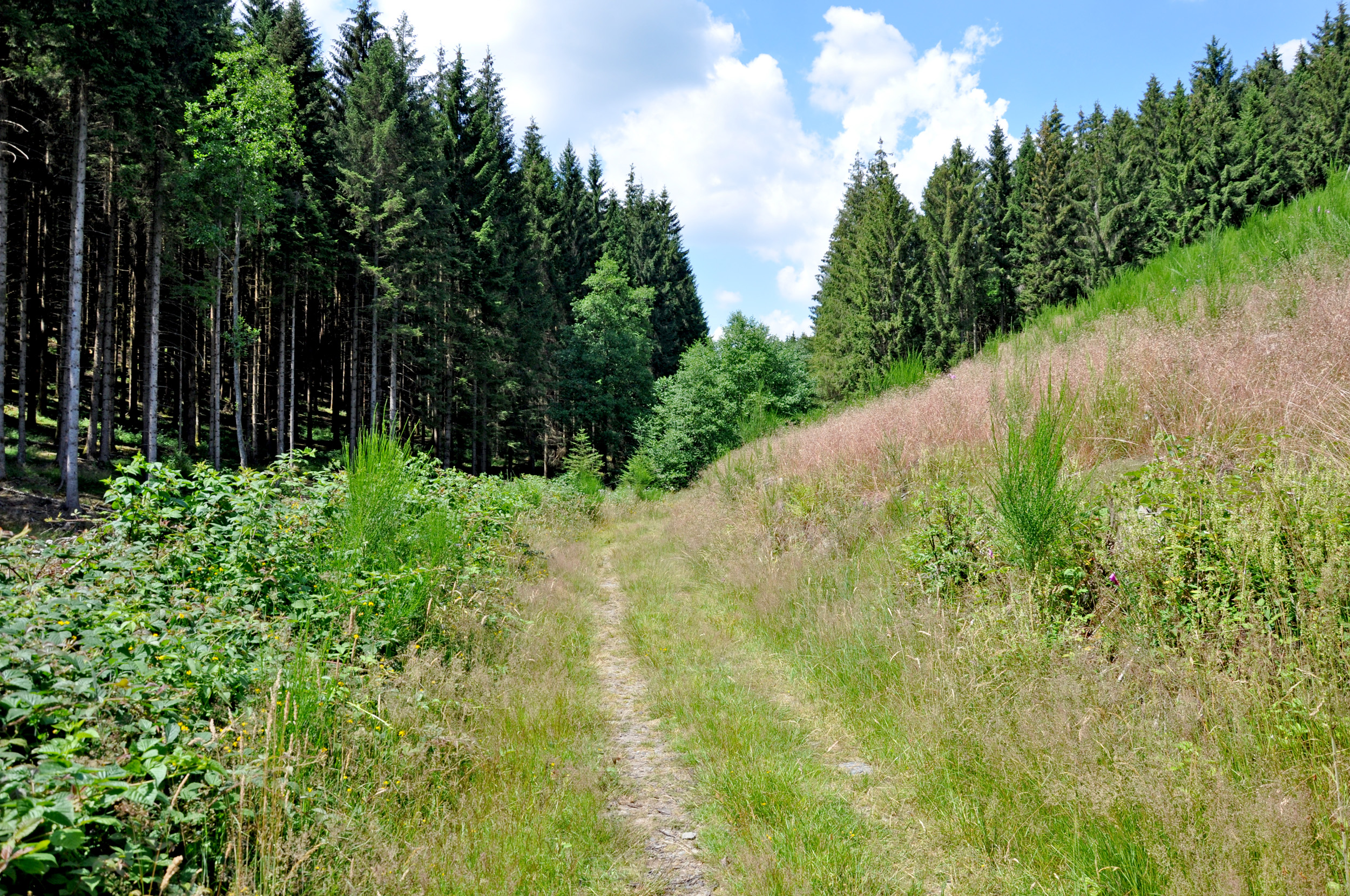
Chemin forestier.
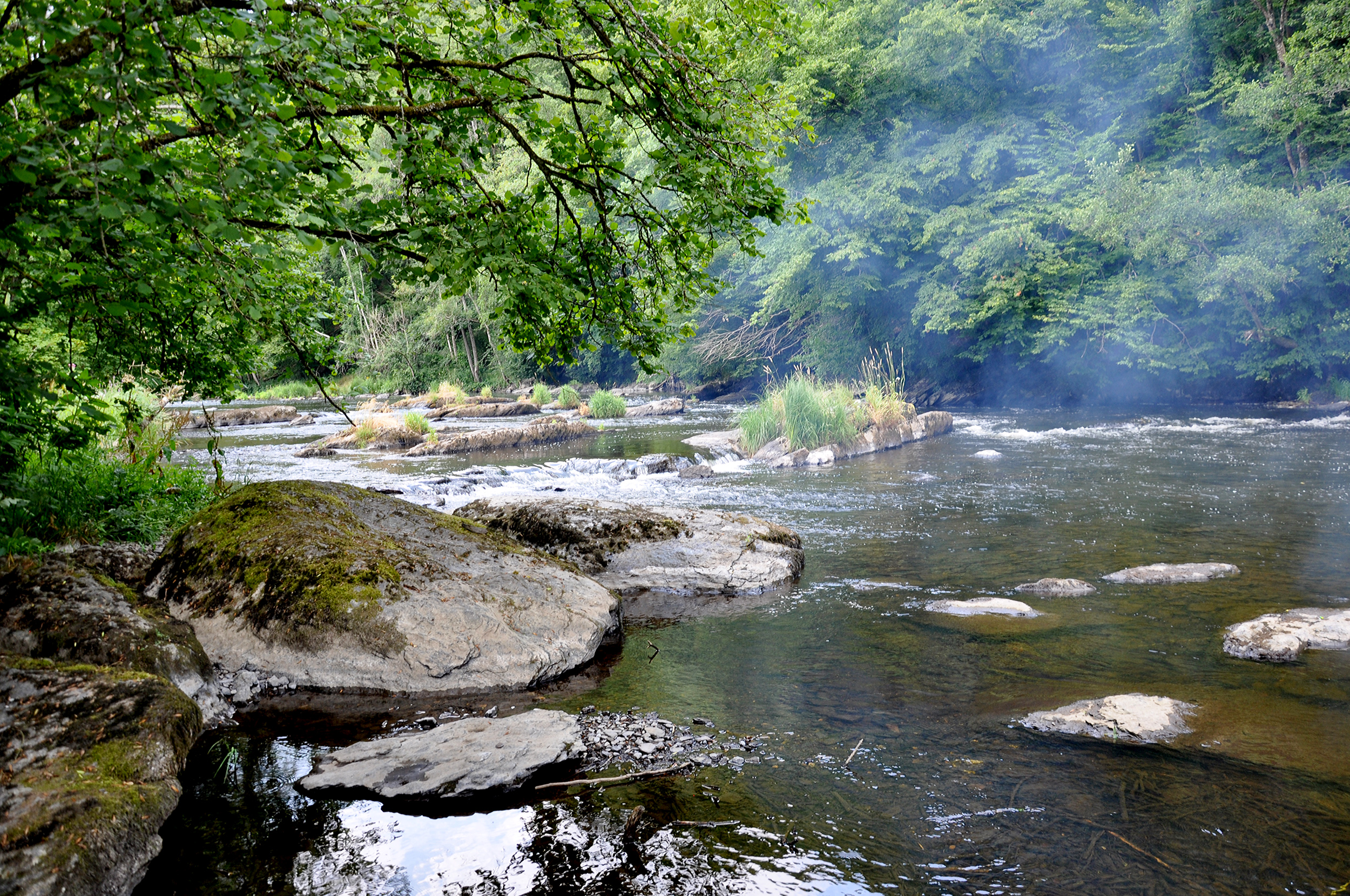
L'Ourthe.

## Autres particularités
Le tunnel de Bernistap, à l’est de Tavigny (Houffalize), est un vestige d’un grand projet (abandonné) du XIXe siècle qui avait pour but de relier les bassins fluviaux de la Meuse et de la Moselle par l’Ourthe et la Wiltz.
Il y a près d’une centaine de kilomètres de chemins et sentiers de randonnée balisés dans le parc naturel. Parmi eux, le chemin de grande randonnée n°57 qui Barchon, près de Liège, à Kautenbach au Grand-Duché de Luxembourg (106 kilomètres), entre dans le parc naturel à La Roche-en-Ardenne et le traverse d’ouest en est jusque Gouvy, remontant le cours de l’Ourthe, puis de l’Ourthe orientale.